# Krokslätt, Mölndal

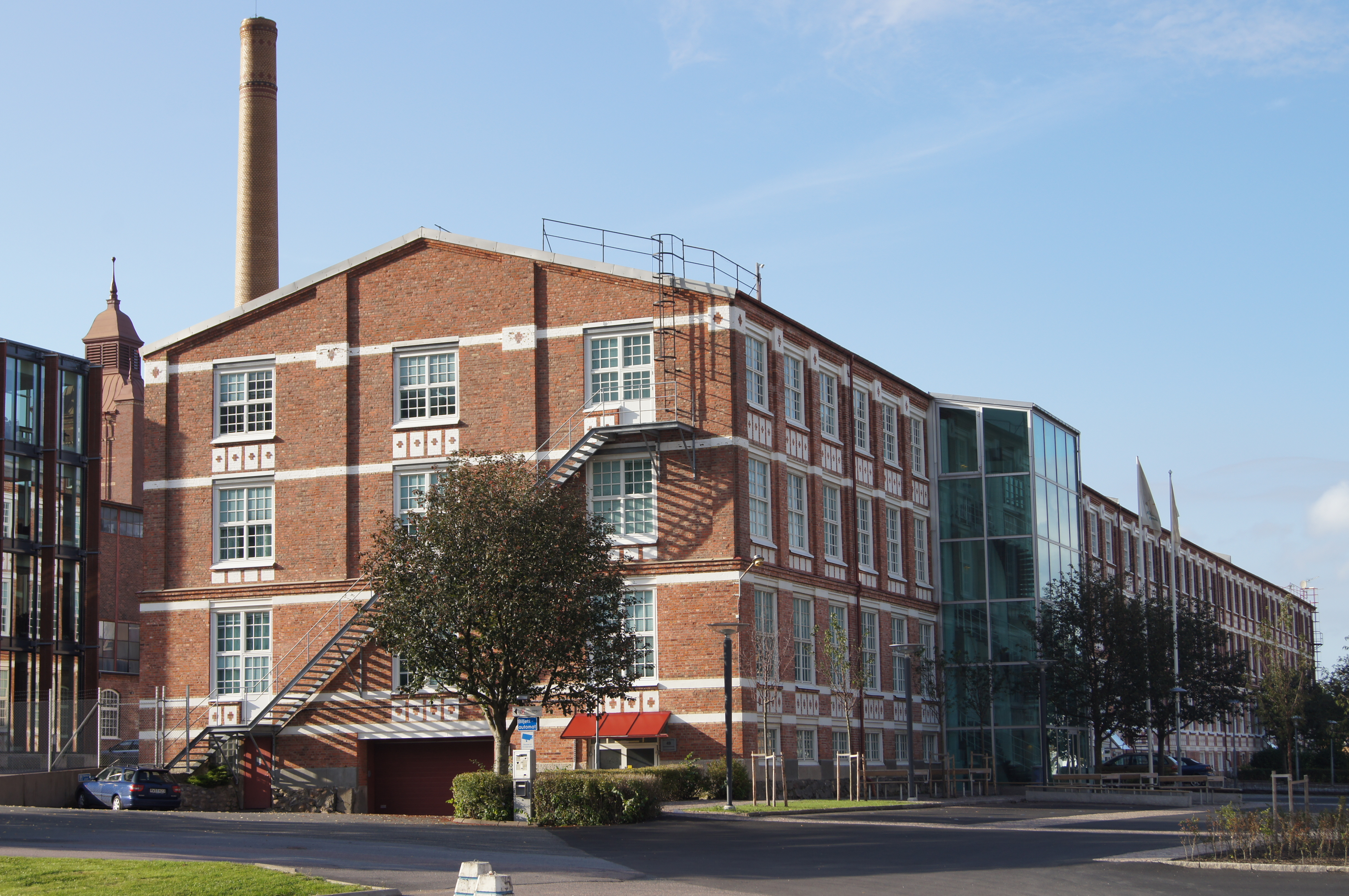
Krokslätts fabriker.

Krokslätt är en stadsdel i nordöstra  delen av kommundelen Västra Mölndal (motsvarande Fässbergs distrikt) och gränsar till Göteborg.
I stadsdelen låg flera industrier, bland annat Krokslätts fabriker. De första egnahemmen i Göteborgsregionen uppfördes i området Sörgården.

## Historia
Byn Krokslätt omnämns redan på 1300-talet. Namnets ursprung är oklart; det har förmodats ha att göra med krog, då det fanns flera krogar i området, och under 1700-talet stavades namnet Krogslätt. Alternativt kan det ha att göra med att Mölndalsån gick i krokar. Det förekom även ett personnamn Krok under medeltiden.
Byn hade fyra hemman, av vilka två låg i Fässbergs socken och två i Örgryte socken. Gårdarna hette Sörgården, Hökegården, Kongegården och Norgården, av vilka Sörgården och Hökegården låg i Fässbergs socken. Annedal, Landala, Burås, Eriksberg, Galgekrogen, Geteberget och Gibraltar hörde en gång i tiden till Krokslätt.
Hökegården hade anor från 1500-talet och revs år 1961. Den låg i hörnet Soltorpsgatan/Krokslätts Parkgata. Sörgården, som låg i hörnet Göteborgsvägen/Krokslättsgatan, omnämndes på 1600-talet. Hökegården blev kavallerihemman år 1680 och Sörgården var posthemman fram till och med år 1861.
Kongegården, uppkallad efter Assar Kong på 1500-talet, låg vid nuvarande Ebbe Lieberathsgatan och Nordgården låg där Krokslätts sjukhem numera ligger.

## Industrier
I Krokslätt fanns flera industrier. Väveriet Krokslätts fabriker anlades på 1870-talet och vid samma tid anlades Göteborgs Jästfabriksaktiebolag på tomten Presenten på Sörgårdens marker. Intill Presenten anlades på 1880-talet Lana Kamgarnsspinneri och mitt emot, på andra sidan Göteborgsvägen, grundades år 1918 AB Pumpindustri.
Krokslätts fabriker expanderade, ombildades till Claes Johansson & Co:s Väferi AB, och i början av 1900-talet hade en ny fabrik byggts och spinneriet var år 1915 Sveriges största med omkring 1 000 anställda. Mölnlycke Väferi AB i Mölnlycke förvärvades år 1915 och år 1930 gick de båda bolagen samman. År 1949 var det Sveriges största textilföretag med 4 600 anställda. Åren 1973–1974 avvecklades verksamheten.

## Bostäder

### Egnahemsbyggen
Det första egnahemsområdet i Göteborgsregionen uppstod i Sörgården år 1902. Någon planläggning gjordes inte av kommunen, då den inte hade råd. Husen kom därför att utföras i olika stilar och ligga utspridda. Det fanns inte heller gator, el, vatten eller avlopp.

### Arbetarbostäder
Krokslätts fabriker lät uppföra flera bostäder åt sina anställda. Det skedde med början under 1880-talet. Tio bostadshus uppfördes söder om nuvarande Marielundsgatan och de kom att kallas Byggena. År 1910 byggdes i detta område landshövdingehus ritade av Ernst Krüger. Mellan 1914 och 1917 byggdes ytterligare fem hus, belägna i Gustavsberg, troligen också ritade av Krüger. Inga av dessa byggnader finns kvar, utan revs eller brann upp.
På 1940-talet uppförde Krokslätts fabriker fyra smalhus innehållande arbetarbostäder. De är belägna norr om det som en gång kallades Byggena. Dessa hus ritades av Wejke & Ödéen och står kvar än idag.

## Skolor
Den första småskolan i Krokslätt inrättades år 1878. Då Krokslätts fabriker byggdes ökade elevantalet och år 1911 stod Krokslättsskolan färdig. År 1954 invigdes Sörgårdsskolan.

## Kyrkor
I stadsdelen ligger Krokslättskyrkan.